# Branchevereniging Nederlandse Architectenbureaus
De Branchevereniging Nederlandse Architectenbureaus (BNA), voluit Koninklijke Maatschappij tot Bevordering der Bouwkunst Bond van Nederlandse Architecten BNA, is de brancheorganisatie van architectenbureaus en telt bijna 1000 bureaus. Het doel van de BNA is het stimuleren van ontwikkeling van de bouwkunst en het bevorderen van de beroepsuitoefening van de deelnemende architecten.

## Geschiedenis
Op 12 februari 1842 vond in Amsterdam de eerste ‘Algemeene Bijeenkomst der Leden’ plaats van de Maatschappij tot Bevordering der Bouwkunst, de voorloper van de BNA. De huidige structuur ontstond toen in 1919 de leden zich aansloten bij de oudere Maatschappij tot Bevordering der Bouwkunst. Sinds 1957 heeft de BNA het predicaat Koninklijk.
Er waren in de jaren 1955 tot 1990 nog andere beroepsverenigingen van architecten: het Nederlands Architectengenootschap (NAG), opgericht in 1955, en de vereniging van Nederlandse Praktiserende Architecten (NPA), een afsplitsing uit 1971 van het NAG. Deze twee besloten in juni 1986 zich te herenigen tot Nederlandse Architectenvereniging (NAV); met ingang van 1 januari 1987 was de fusie afgerond. In 1990 ging de NAV vervolgens op in de BNA. Vanaf dat jaar was de BNA de enige beroepsvereniging van architecten in Nederland.
Lange tijd stonden de letters BNA voor Bond van Nederlandse Architecten. Sinds 1 januari 2013 is de BNA een brancheorganisatie met architectenbureaus als statutaire leden. De uitleg van de afkorting is sindsdien ook veranderd. In de praktijk functioneerde de BNA al langer als branchevereniging.

## Werkterrein
De brancheorganisatie heeft haar werkterrein opgeknipt in drie deelgebieden:
- Architect & Maatschappij (plaats van de architect en zijn werk in het maatschappelijk leven);
- Markt & Bedrijf (plaats van de architect in het economisch leven);
- Product & Proces (vergroten van vakmanschap).

De BNA heeft in het verleden drie studiestichtingen opgericht. Architecten(bureaus) konden lid worden van deze studiestichtingen, waarmee zij zich verdiepten in een bepaald aspect van de architectuur/bouwkunde. De resultaten van de studies waren voor alle BNA-leden toegankelijk. De drie studiestichtingen waren:
- Stagg: Stichting Architectenonderzoek Gebouwen Gezondheidszorg;
- Staro: Stichting Architectenresearch Onderwijsgebouwen;
- Stawon: Stichting Architectenonderzoek Wonen en Woonomgeving.

In 2010 zijn de verschillende stichtingen verdergegaan als BNA Onderzoek, ze bestaan niet meer afzonderlijk.

## Organisatie
Om lid te worden moet men ingeschreven staan in het Architectenregister. Naast het hoofdbestuur (de Algemene Vergadering) kent de BNA lokale netwerken. Deze organiseren activiteiten voor lokale BNA-leden.

## Prijzen
Sinds 1965 reikt de BNA de BNA Kubus uit, een oeuvreprijs voor architecten. Sinds 2006 is er bovendien de architectuurprijs BNA Beste Gebouw van het Jaar.

## Lijst van voorzitters
- 1908-1911: Karel de Bazel
- 1917-1919: P.J. Houtzagers
- 1940-1941: Henri Timo Zwiers
- 1970-1972: J.A. van den Berg
- 1972-1979: Cor de Wit
- 1980-1983: Piet Mertens
- 1984-1989: Hans Stadlander
- 1989-1993: Chris Knol
- 1993-1998: Carel Weeber
- 1998-2002: Jan Brouwer
- 2002-2006: Kees van der Hoeven
- 2006-2010: Jeroen van Schooten
- 2010-2011: Bjarne Mastenbroek
- 2011: Rob Hendriks (waarnemend)
- 2011-2015: Willem Hein Schenk
- 2015-2019: Nathalie de Vries
- 2019-2021: Francesco Veenstra
- 2021-2023: Jolijn Valk
- 2023-heden: Jeroen de Willigen